# پاول ولنس
پاول ولنس (انگلیسی: Paul Wellens؛ زادهٔ ۲۷ ژوئن ۱۹۵۲) دوچرخه‌سوار اهل بلژیک است.
از باشگاه‌هایی که در آن بازی کرده‌است می‌توان به تی‌آی-رالی اشاره کرد.